# 1959 v športu
1959 v športu. 

## Avto - moto šport
- Formula 1: Jack Brabham, Avstralija, Cooper-Climax, je slavil z dvema zmagama in 31 točkami, konstruktorski naslov je šel prav tako v roke moštva Cooper-Climax z osvojenimi 40 točkami
- 500 milj Indianapolisa: slavil je Rodger Ward, ZDA, z bolidom Watson/Offenhauser, za moštvo Leader Cards[1]

## Kolesarstvo
- Tour de France 1959: Federico Bahamontes, Španija
- Giro d'Italia: Charly Gaul, Luksemburg

## Košarka
- Pokal evropskih prvakov: ASK Riga
- NBA: Boston Celtics slavijo s 4 proti 2 v zmagah nad Los Angeles Lakers[2]
- EP 1959: 1. Sovjetska zveza, 2. Češkoslovaška, 3. Francija[3]

## Nogomet
- Pokal državnih prvakov: Real Madrid je slavil s 2-0 nad Reimsom[4]

## Tenis
- Moški: 
  - Odprto prvenstvo Avstralije: Alex Olmedo, ZDA[5]
  - Odprto prvenstvo Anglije - Wimbledon: Alex Olmedo, ZDA[6]
- Ženske: 
  - Odprto prvenstvo Avstralije: Mary Carter Reitano, Avstralija[7]
  - Odprto prvenstvo Anglije - Wimbledon: Maria Bueno, Brazilija[8]
- Davisov pokal: Avstralija slavi s 3-2 nad ZDA[9]

## Hokej na ledu
- NHL - Stanleyjev pokal: Montreal Canadiens slavijo s 4 proti 1 v zmagah nad Toronto Maple Leafs
- SP 1959: 1. Kanada, 2. Sovjetska zveza, 3. Češkoslovaška[10]

## Rojstva
- 25. januar: Timo Susi, finski hokejist
- 16. februar: John McEnroe, ameriški tenisač
- 3. marec: Matthias Buse, nemški smučarski skakalec
- 9. marec: Monika Bader, nemška alpska smučarka
- 11. marec: Maria Epple-Beck, neška alpska smučarka
- 6. april: Maria Kurz-Schlechter, avstrijska alpska smučarka
- 8. april: Arto Javanainen, finski hokejist († 2011)
- 11. april: Nadežda Nikolajevna Andrejevna-Patrakejeva, ruska alpska smučarka († 2014)
- 10. maj: Hilary Kirsten Lindh, ameriška alpska smučarka
- 24. maj: Aleš Pipan, slovenski košarkar in trener
- 30. maj: Daniela Zini, italijanska alpska smučarka
- 31. maj: Andrea de Cesaris, italijanski dirkač Formule 1 († 2014)
- 1. junij: Martin Brundle, britanski dirkač Formule 1
- 10. junij: Carlo Ancelotti, italijanski nogometaš in nogometni trener
- 14. junij: Håkan Södergren, švedski hokejist
- 25. junij: Jari Puikkonen, finski smučarski skakalec
- 25. junij: Jeff Hastings, ameriški smučarski skakalec
- 6. julij: Mikael Andersson, švedski hokejist
- 7. julij: Wanda Bieler, italijanska alpska smučarka
- 5. avgust: Anton Šťastný, slovaški hokejist
- 14. avgust: Magic Johnson, ameriški košarkar
- 21. avgust: Jiří Lála, češki hokejist
- 21. avgust: Regina Sackl, avstrijska alpska smučarka
- 27. avgust: Gerhard Berger, avstrijski dirkač formule 1
- 4. september: Armin Kogler, avstrijski smučarski skakalec
- 7. september: Alfreð Gíslason, islandski rokometaš in trener
- 30. september: Ettore Messina, italijanski košarkarski trener
- 30. september: Jana Gantnerová-Šoltýsová, slovaška alpska smučarka
- 8. oktober: Christin Elizabeth Cooper, ameriška alpska smučarka
- 14. oktober: Aleksej Kasatonov, ruski hokejist
- 16. oktober: Thomas Eriksson, švedski hokejist
- 20. oktober: Boris Strel, slovenski alpski smučar († 2013)
- 31. oktober: Mats Näslund, švedski hokejist
- 2. november: Saïd Aouita, maroški atlet
- 5. november: Tomo Česen, slovenski športni plezalec in alpinist
- 16. november: Ursula Konzett-Gregg, lihtenštajnska alpska smučarka
- 29. november: Neal Broten, ameriški hokejist
- 30. november: Sylvia Hanika, nemška tenisačica
- 3. december: Kathryn »Kathy« Jordan, ameriška tenisačica
- 21. december: Florence Griffith-Joyner, ameriška atletinja († 1998)
- 26. december: Hirokazu Jagi, japonski smučarski skakalec

## Smrti
- 22. januar: Elisabeth »Bessie« Holmes Moore, ameriška tenisačica (* 1876)
- 22. januar: Michael Hawthorn, britanski dirkač Formule 1 (* 1929)
- 11. februar: Marshall Teague, ameriški dirkač (* 1922)
- 13. marec: Hamilton Livingstone "Billy" Gilmour, kanadski hokejist (* 1885)
- 4. april: George "Little George" Amick, ameriški dirkač (* 1924)
- 8. april: Russell "Dubbie" Bowie, kanadski hokejist in hokejski sodnik (* 1880)
- 13. maj: Donald "Don" Smith, kanadski hokejist (* 1887)
- 2. junij: Louis Berlinguette, kanadski profesionalni hokejist (* 1887)
- 3. junij: William »Billy« Bell, kanadski hokejist (* 1891)
- 8. junij: Leslie Johnson, britanski avtomobilistični dirkač (* 1912)
- 26. junij: Kurt Moeschter, nemški veslač (* 1903)
- 1. avgust: Jean Marie Behra, francoski dirkač Formule 1 (* 1921)
- 1. avgust: Ivor Bueb, britanski dirkač (* 1923)
- 28. september: Rudolf Caracciola, nemški dirkač (* 1901)
- 28. september: Vincent »Vinnie« Richards, ameriški tenisač (* 1903)
- 15. november: Max Sillig, švicarski hokejist in funkcionar (* 1873)
- 22. november: Anna Margrethe »Molla« Bjurstedt Mallory, norveško-ameriška tenisačica (* 1884)
- † 1959: Guido Meregalli, italijanski dirkač (* 1894)